# Han Wuzi
Han Wuzi (韩万), également connu sous le nom de Wuzi de Han (chinois: 韩武子; Hanyu pinyin: Hán Wǔzǐ), son nom ancestral est Jì (姬), son nom de clan est Hán (韩), son prénom est Wàn (万), et à titre posthume connu sous le nom de Wuzi de Han, était le chef de la Maison de Han. Il était le fils de Quwo Huan Shu, demi-frère de  Quwo Zhuang Bo, et l'ancêtre de l'État Han pendant  la Période des Royaumes combattants.
Han Wuzi était un conducteur de char pour son neveu Duc Wu de Quwo et a aidé à tuer le marquis Ai de Jin. Le duc Wu de Quwo a ensuite repris le trône de Jin en tant que duc Wu de Jin, qui a ensuite accordé à Han Wuzi la terre de Han. Les descendants de Han Wuzi ont plus tard adopté Han comme nom de clan.
Les descendants de Han Wuzi sont devenus des hauts fonctionnaires à Jin. La famille est devenue très puissante et a finalement conduit à la séparation des Jin.